# Kostel svatého Vavřince (Štáblovice)
Kostel svatého Vavřince ve Štáblovicích je římskokatolický jednolodní původně renesanční kostel. Byl postaven v roce 1603 Kašpar Rotmberk z Ketře na místě svého staršího gotického předchůdce. V letech 1854–1860 byl kostel přestavěn do dnešní podoby. Od roku 2006 je chráněn jako kulturní památka České republiky.

## Historie

### Stavba kostela
V roce 1603 přikročil Kašpar Rotmberk z Ketře k výstavbě nového kostela. Nevíme, co bylo posledním impulsem k novostavbě renesančního kostela. Kostel posloužil jako rodinná nekropole Rotmberků a Fulštejnů, jak dokumentují figurální epitafy členů rodiny z let 1600-1608, včetně dvou starších (Melichar z Rotmberka † 1561; Sidonie Bílovské z Fulštejna † 1572), které byly přeneseny z předchozího kostela. Původně tyto reliéfní desky tvořily jedno panó, oddělené pilastry. Jejich mistrovské umělecké provedení svědčí o jedné sochařské dílně, za nejkvalitnější je považován figurální náhrobník Jindřicha Rotmberka z Kestře,
Někdy po skončení třicetileté války (snad v letech 1649–1655) byl chrám uklizen, opraven a znovu vysvěcen k poctě svatého Vavřince. Zároveň ale tehdy Štáblovice ztratily svou církevní samostatnost a staly se součástí farnosti Slavkov. Slavkovští faráři však ne vždy dostatečně dbali na potřebné opravy kostela, a tak do poloviny 18. století kostel dost zchátral a ve zdivu se objevily nebezpečné trhliny.

### Barokní oprava kostela
Špatný stavební stav kostela vyvrcholil po zimě 1753/1754, kdy stavba hrozila zřícením. V létě 1754 byla zahájena přestavba, která pokračovala i v následujícím roce. Vzhled kostela po této přestavbě je zachycen na vedutě štáblovského panství od Ignáce Günthera, která vznikla po roce 1758. V roce 1844 vypracoval krajský inženýr Kajetán Habl projekt na nový kostel, který ale nebyl realizován.

### Po roce 1945
Osvobození na jaře 1945 přečkal kostel bez výraznějších škod. Prakticky hned po osvobození začal Farář Bělák řešit otázku pořízení nových zvonů, které dodala firma Rudolf Manoušek. Největší z nich byl zasvěcen Panně Marii, druhý sv. Vavřinci a třetí sv. Josefu. Teprve po roce 1989 se kostel dočkal celkové opravy, když postupně byla nově pokryta věž kostela (1994) i zbývající střechy (1998). V roce 1999 byl kostel nově vymalován a v letech 2000–2001 byly restaurovány renesanční náhrobníky Rotmberků z Ketře. Současně byly restaurován hlavní oltář, opravena kazatelna a křtitelnice. V roce 2003 byl kostel z vnějšku nově omítnut.

## Galerie

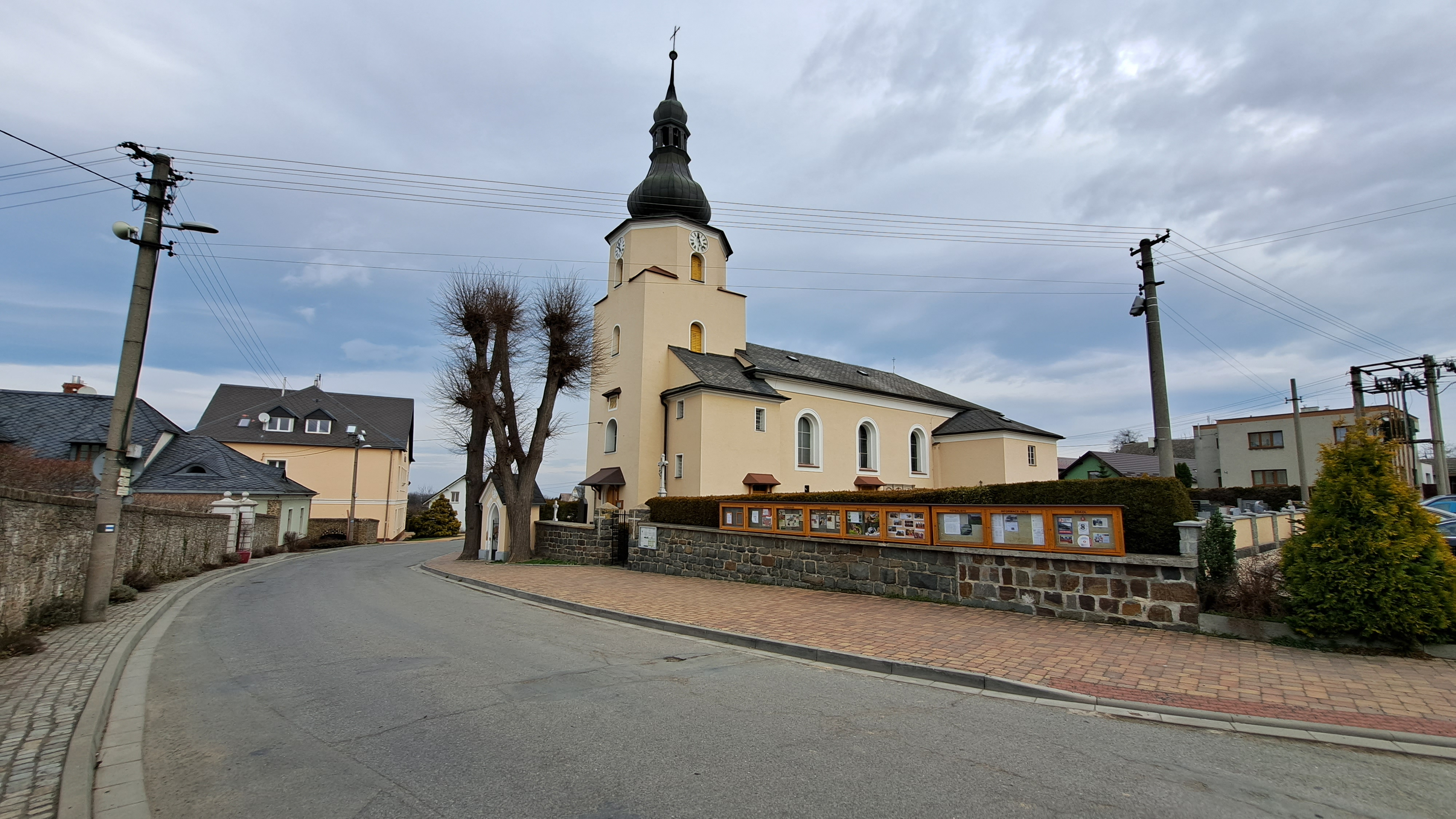
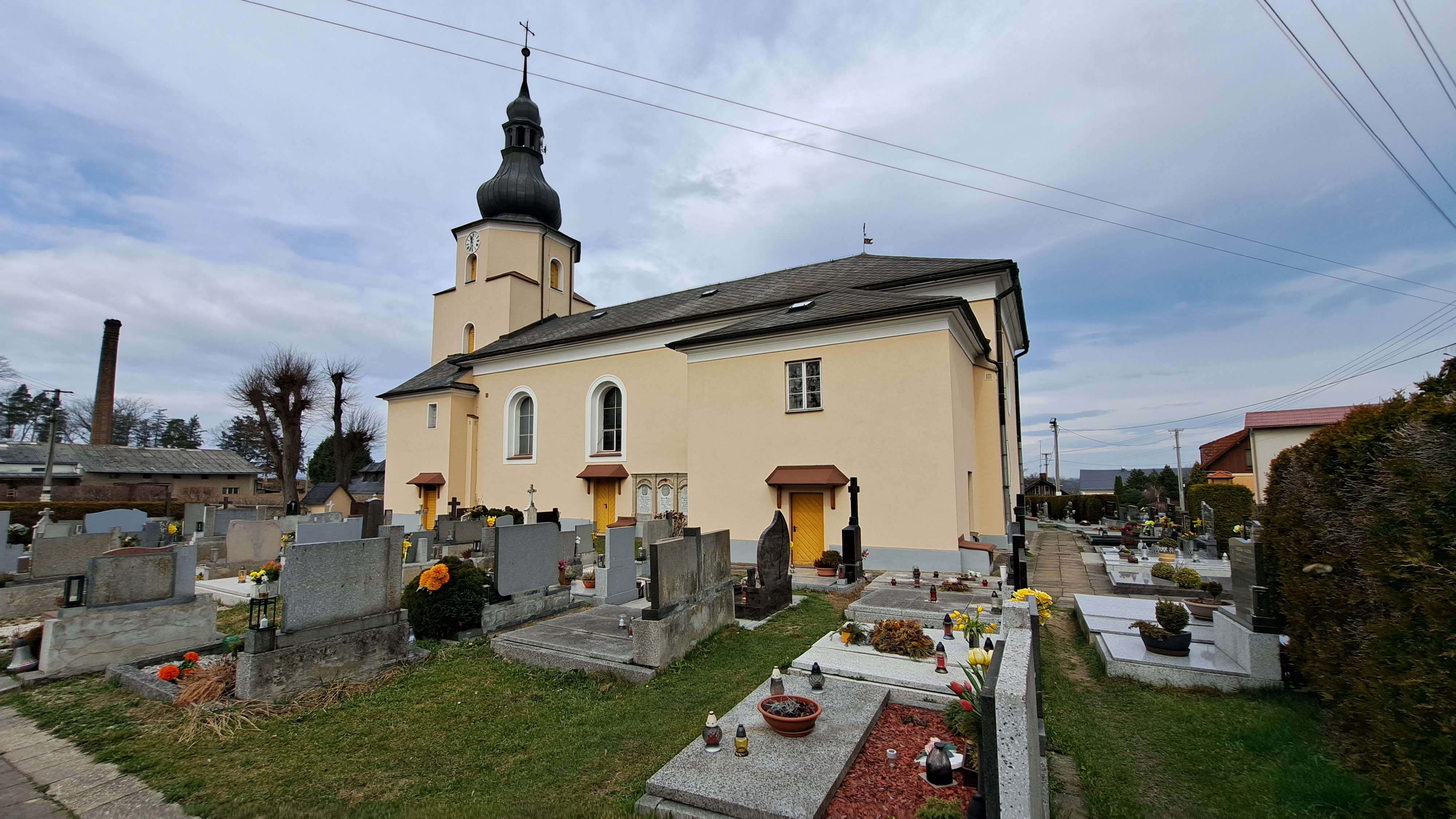
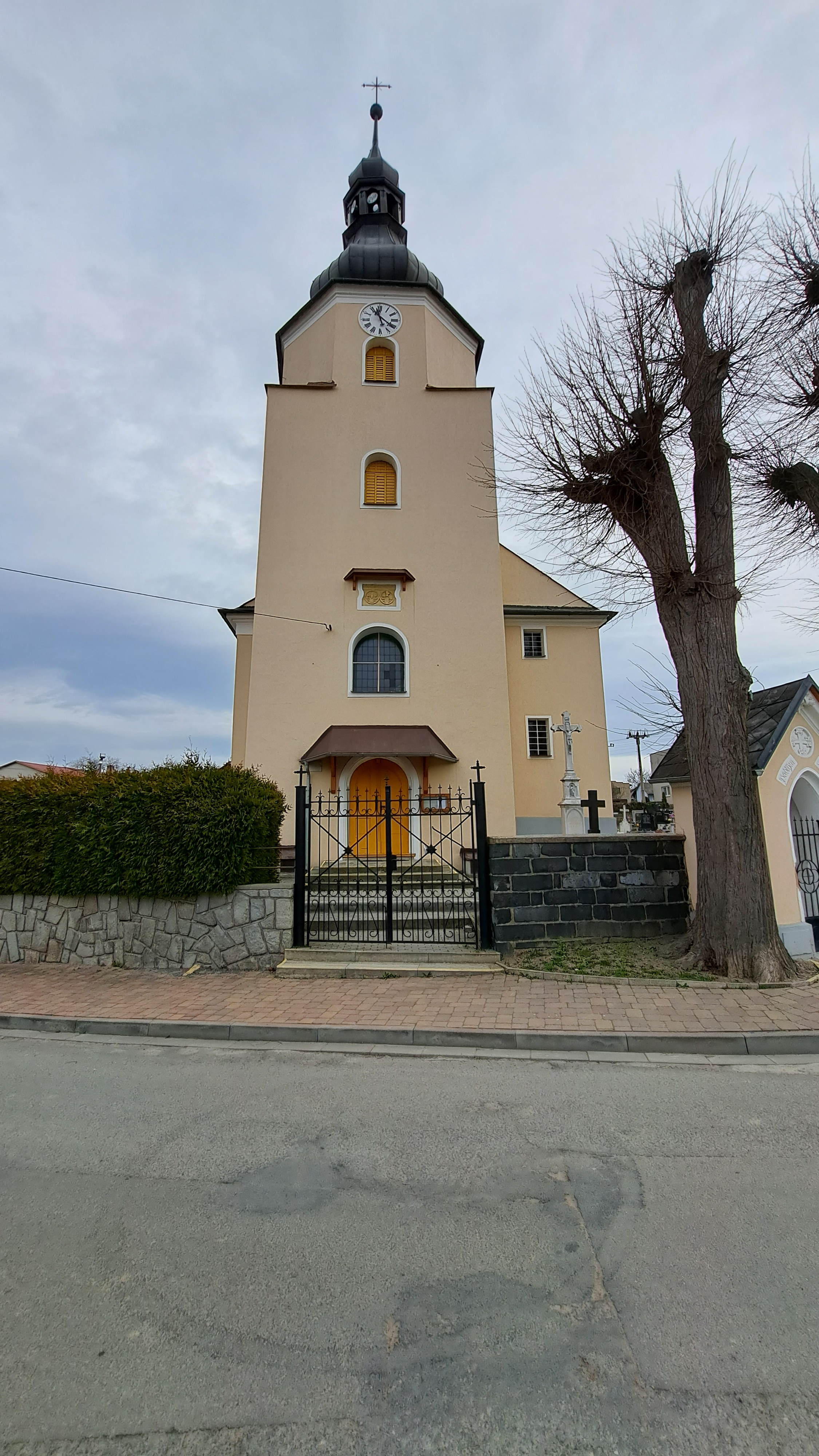
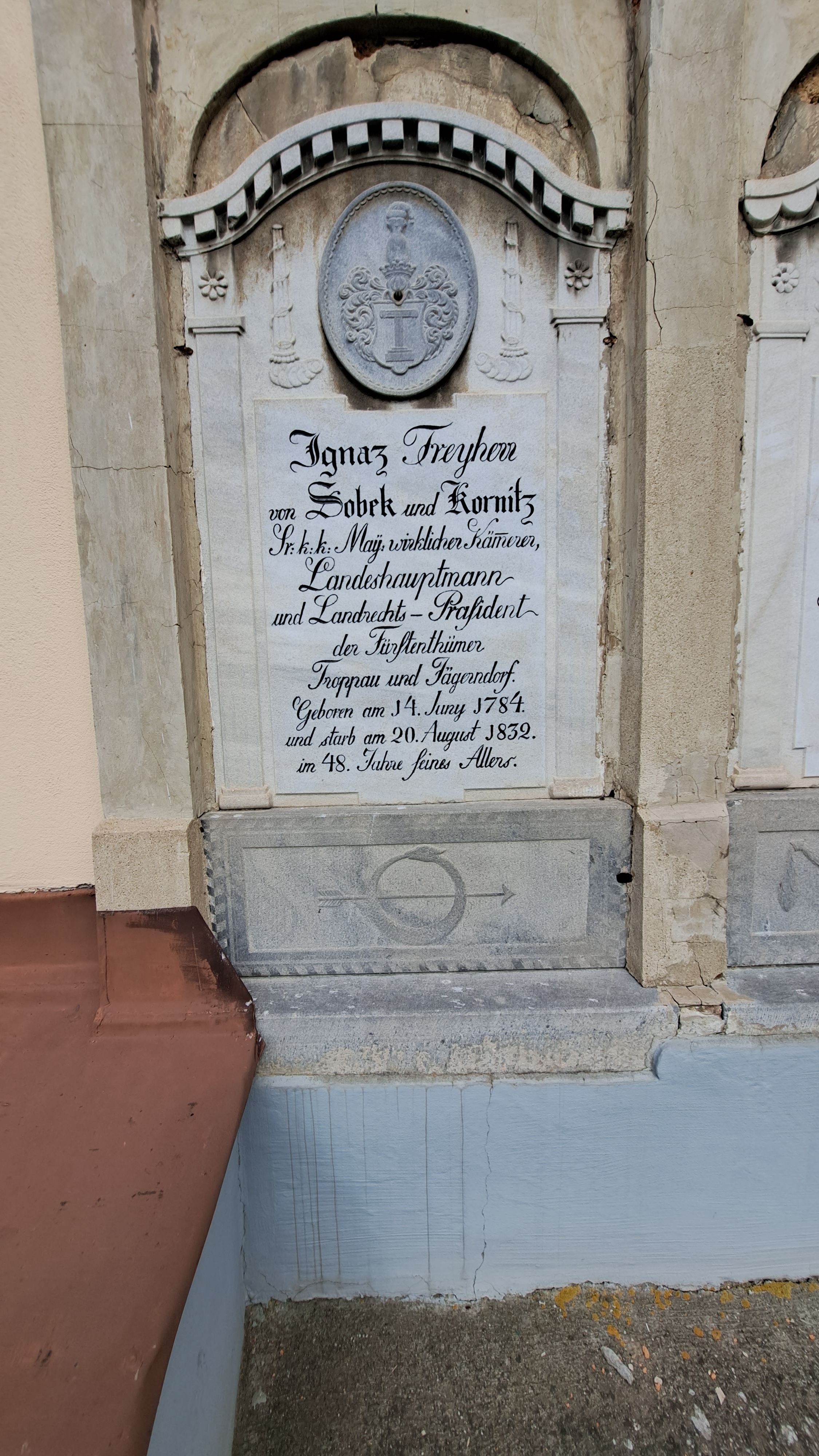
Kostel sv. Vavřince, Štáblovice, náhrobní deska - Ignác Sobek z Kornic (1784-1832)
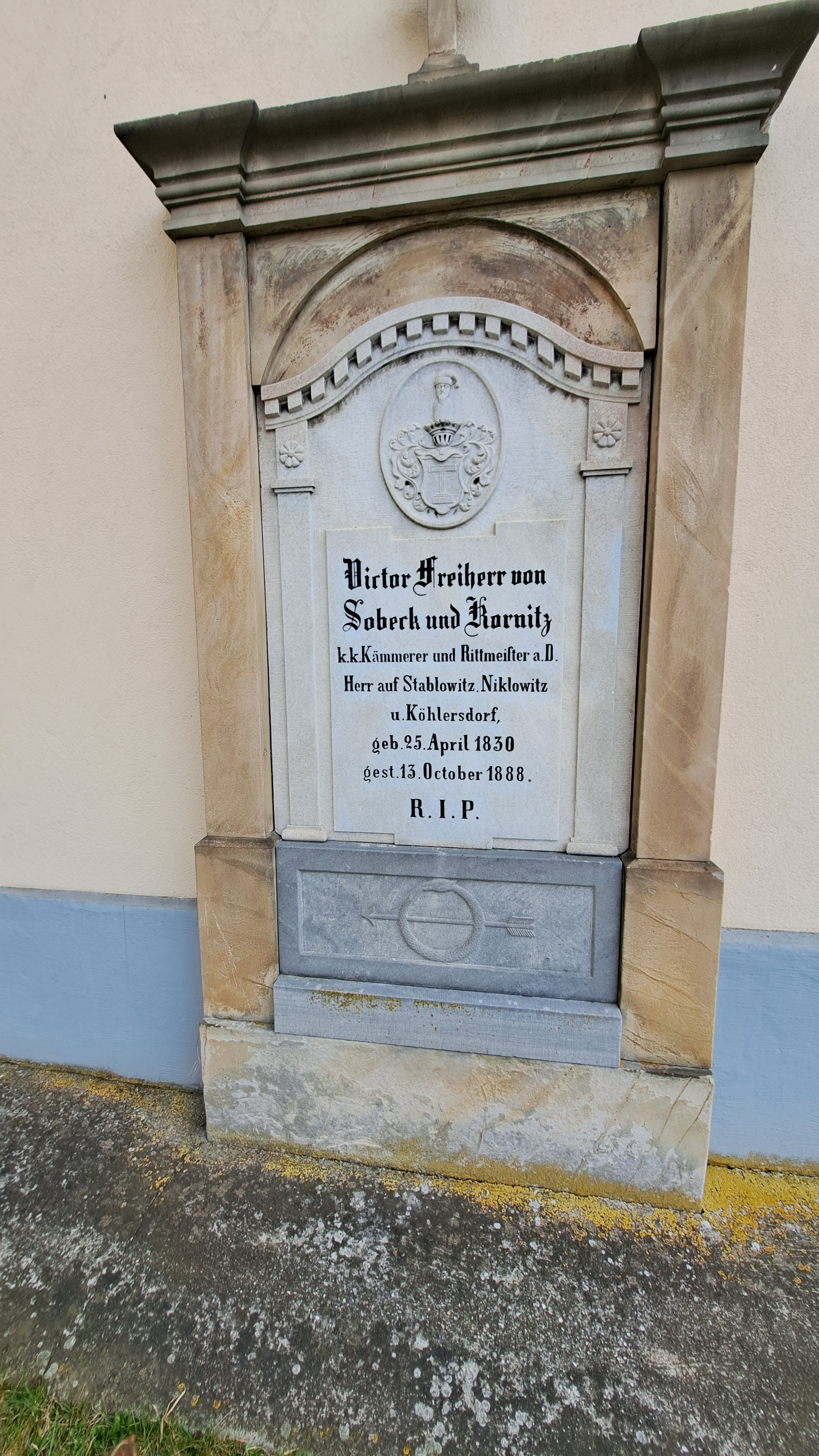
Kostel sv. Vavřince, Štáblovice, náhrobní deska - Viktor Sobek z Kornic (1830-1888)
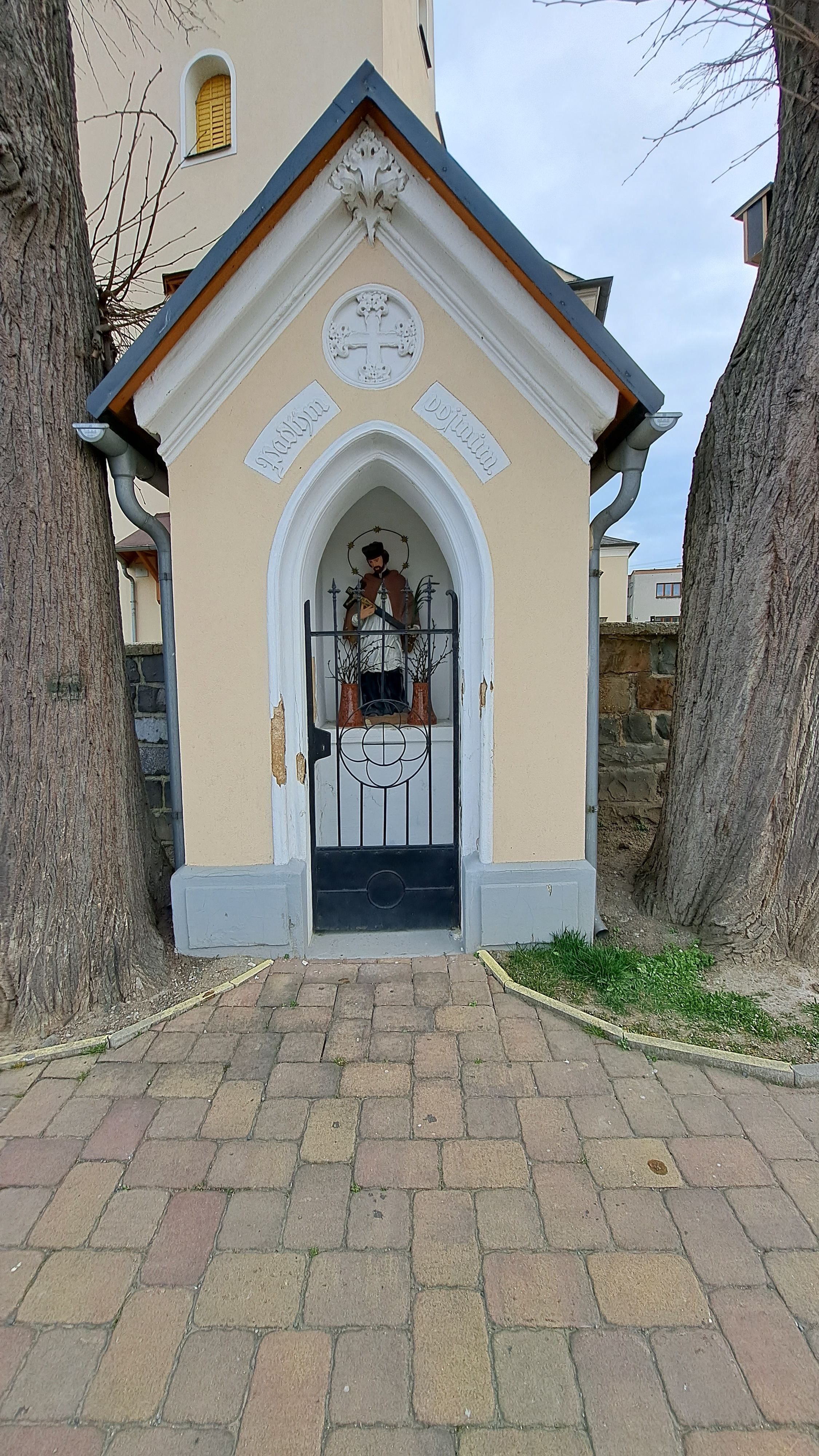
kaple před kostelem
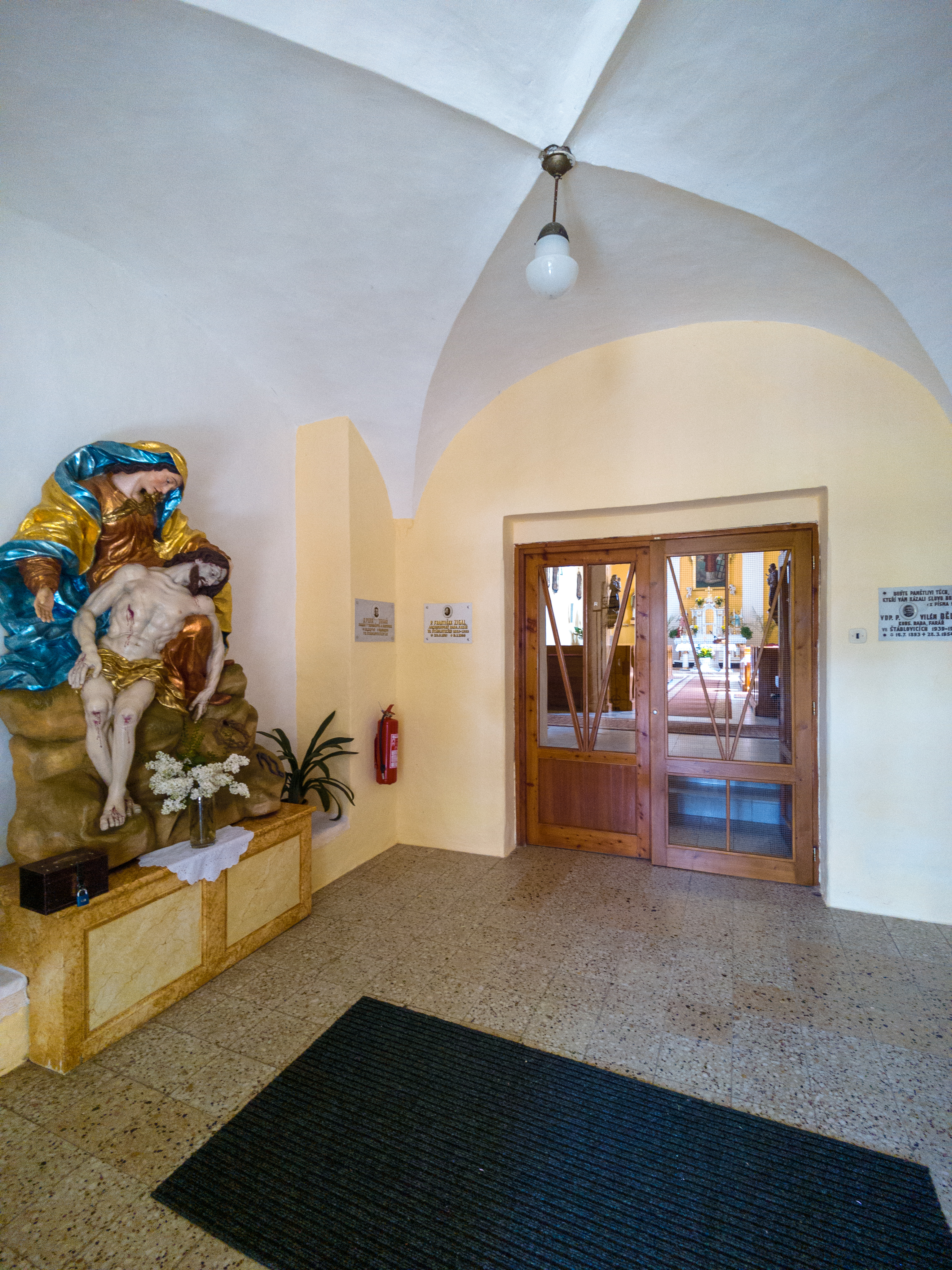
Vestibul